# Dmitrij Sergeevič Sipjagin
Dmitrij Sergeevič Sipjagin, in russo Дмитрий Сергеевич Сипягин? (Kiev, 20 marzo 1853 – San Pietroburgo, 15 aprile 1902), è stato un politico russo, ricoprì numerose cariche politiche e governative durante il regno dello zar Nicola II.

## Biografia
Nato a Kiev, nell'attuale Ucraina all'epoca facente parte dell'Impero russo, si laureò in giurisprudenza all'Università di San Pietroburgo nel 1876. Nel 1886 divenne vice-governatore di Charkiv, carica che manterrà per due anni prima di diventare governatore di Curlandia (1888-1891) e di Mosca (1891-1893). In seguito entrò nel ministero delle proprietà statali e infine nel ministero dell'interno, di cui fu messo a capo nel 1900.
Fu assassinato il 15 aprile 1902 davanti al Palazzo Mariinskij da Stepan Balmašëv, un membro del Partito Socialista Rivoluzionario.